# Al Waheda
Al Waheda o Al Wuheida, è un quartiere di Dubai.

## Geografia fisica
Al Waheda si trova nel settore orientale di Dubai nella zona di Deira (Dubai).
Al Waheda, che letteralmente significa The One, è principalmente una comunità residenziale, con un mix di appartamenti e ville indipendenti e case di città. 
I Consolati delle Filippine e della Siria si trovano in Al Waheda.